# Lipotriches speciosana
Lipotriches speciosana är en biart som först beskrevs av Embrik Strand 1913.  Lipotriches speciosana ingår i släktet Lipotriches och familjen vägbin. Inga underarter finns listade i Catalogue of Life.